# Rennyo
Rennyo (蓮如?; 1415 – 1499) è stato un monaco buddista giapponese.
Conosciuto anche come Shinshō-in (信証院?) e col nome postumo Etō Daishi (慧灯大師?) , fu l'ottavo Monshu, capo sacerdote del tempio Hongan-ji della sotto-setta buddista del Jōdo Shinshū. Era anche discendente del fondatore Shinran.
Durante la guerra Ōnin che coinvolse tutto il Giappone, Rennyo fu in grado di unire la maggior parte delle fazioni della setta Jōdo Shinshū nell'Hongan-ji, riformare la liturgia e le pratiche esistenti e ampliare il sostegno tra diverse classi della società. Attraverso gli sforzi di Rennyo la setta Jōdo Shinshū crebbe fino a diventare la setta buddista più grande e influente del Giappone.
Rennyo è venerato ancora oggi assieme a Shinran, e le riforme liturgiche che introdusse sono ancora in uso oggi nei templi Jōdo Shinshū. Inoltre le lettere di Rennyo furono tramandate e sono ancora recitate nelle liturgia della setta. Rennyo mantenne una relazione intricata con le rivolte contadine degli Ikkō-ikki, che erano per la maggior parte seguaci Jōdo Shinshū, non incentivandole ma tuttavia assistendo ai bisogni religiosi dei seguaci.

## Biografia
Figlio di Sonnyo (Enken-Hoshi), fu adottato da Chūnagon Kanesato. All'età di sedici anni divenne un bonzo del tempio di Hongan-ji. Nel 1457 divenne l'ottavo capo sacerdote del tempio Hongan-ji. Data la sua grande eloquenza e santità la sua reputazione crebbe velocemente attirando molti seguaci e suscitando la gelosia dei bonzi del tempio Enryaku-ji che mandarono dei monaci guerrieri a distruggere il tempio Hongan-ji nel 1465.
Rennyo scappò riuscendo a portare con sé la statua di Shinran. Riprese comunque i suoi pellegrinaggi costruendo templi nelle provincie di Echizen e Ōmi. Ricostruì il tempio di Hongan-ji in un villaggio costiero chiamato Yoshizaki (吉崎?) nella provincia di Echizen.
Tuttavia, mentre Rennyo attirava più seguaci, inclusi samurai di rango inferiore, fu coinvolto in una lotta di potere nella provincia di Kaga tra due fratelli della famiglia Togashi. Questi seguaci, che si unirono per formare il movimento Ikkō-ikki, si schierarono con Togashi Masachika nel 1473, sebbene alla fine lo scacciarono nel 1488. Rennyo mantenne un delicato equilibrio mantenendo relazioni con lo shogunato Ashikaga a Kyoto ed esortò i seguaci a seguire una condotta adeguata nella società civile, mentre allo stesso tempo, amministrava la congregazione e li proteggeva dalla punizione governativa quando si ribellano contro le autorità.
Nel 1475, Rennyo tornò a Kyoto e la setta Jōdo Shinshū era cresciuta a tal punto da non temere più le altre sette rivali. Nel 1496 si ritirò in solitudine un un'area rurale alla foce del fiume Yodo dove costruì un piccolo eremo. L'area dove si ritirò era chiamata "lungo pendio" (大阪?, Ō-saka). Ma la sua solitudine non durò molto. La sua popolarità attirò un numero sempre crescente di seguaci e l'area crebbe fino a diventare, dopo la sua morte avventuta nel 1499, il tempio Ishiyama Hongan-ji, principale roccaforte Ikkō-ikki.